# In Concert (album d'Emerson, Lake and Palmer)
Pour les articles homonymes, voir In Concert.
Albums de Emerson, Lake and Palmer
Love Beach
(1978) The Best of Emerson, Lake and Palmer
(1980)
Lives par Emerson, Lake and Palmer
Welcome Back My Friends to the Show That Never Ends
(1974) Live at the Isle of Wight Festival 1970
(1997)
In Concert est un album enregistré le 26 août 1977 au Stade Olympique de Montréal lors du concert du trio britannique Emerson, Lake & Palmer. Il parait d'abord le 18 novembre 1979 en album simple, puis est réédité en 1993  sous forme d'album double et sous le nouveau nom de Works Live. Le groupe est accompagné d'un orchestre classique de cordes et de cuivres de 70 musiciens, dirigés par Godfrey Salmon.

## Titres

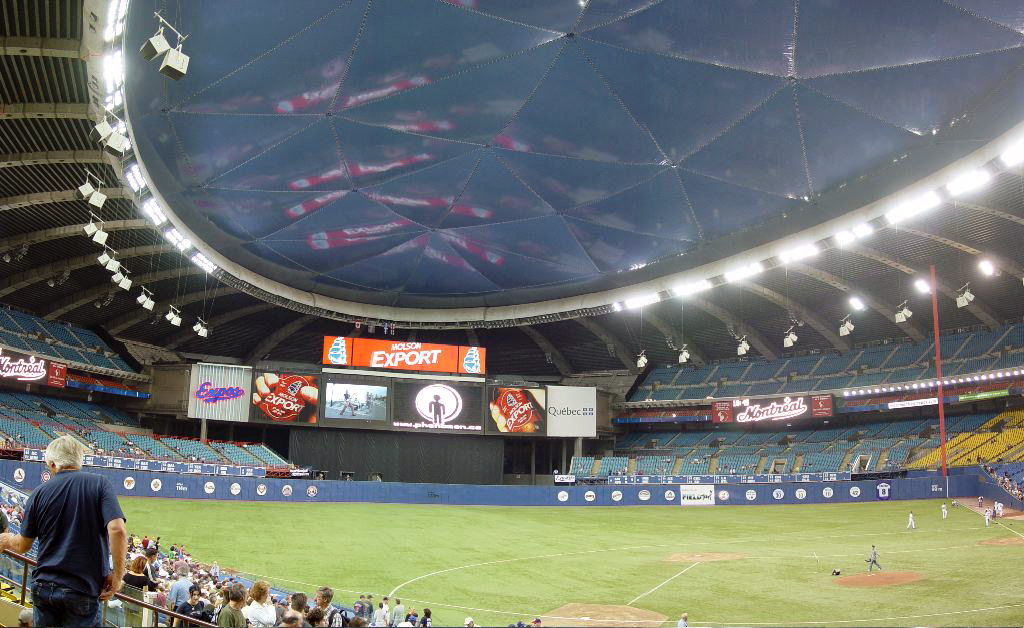
Vue intérieure du Stade olympique de Montréal d'un point de vue similaire à celui de l'image de couverture de l'album

.

### In Concert

#### Face A
1. Introductory Fanfare (Emerson, Palmer) – 0:53
2. Peter Gunn Theme (Henry Mancini) – 3:37
3. Tiger in a Spotlight (Emerson, Lake, Palmer, Sinfield) – 4:06
4. C'est la Vie (Lake, Sinfield) – 4:12
5. The Enemy God (Sergueï Prokofiev - arr. Carl Palmer) – 2:49
6. Knife-Edge (Janáček, Bach - arr. Emerson, Lake, Fraser) – 5:14

#### Face B
1. Piano Concerto No. 1, Third Movement: Toccata con Fuoco (Keith Emerson) – 6:35
2. Pictures at an Exhibition (Modeste Moussorgski - arr. Emerson, Lake, Palmer) – 15:43

### Works Live
Pour les articles homonymes, voir Works et Liste des albums intitulés Live.

#### Disque 1
1. Introductory Fanfare (Emerson, Palmer) – 0:52
2. Peter Gunn Theme (Henry Mancini) – 3:34
3. Tiger in a Spotlight (Emerson, Lake, Palmer, Sinfield) – 4:08
4. C'est la Vie (Lake, Sinfield) – 4:14
5. Watching Over You (Lake, Sinfield) – 3:59
6. Maple Leaf Rag (Scott Joplin) – 1:14
7. The Enemy God (Sergueï Prokofiev) – 2:46
8. Fanfare for the Common Man (Aaron Copland - arr. Emerson, Lake, Palmer) – 10:54
9. Knife-Edge (Janáček, Bach -  arr. Emerson, Lake, Fraser) – 5:03
10. Show Me the Way to Go Home (Campbell, Connelly) – 4:20

#### Disque 2
1. Abaddon's Bolero (Keith Emerson) – 6:02
2. Pictures at an Exhibition (Modest Moussorgski - arr. Emerson, Lake, Palmer) – 15:40
3. Closer to Believing (Lake, Sinfield) – 5:28
4. Piano Concerto No. 1, Third Movement: Toccata con Fuoco (Keith Emerson) – 6:40
5. Tank (Emerson, Palmer) – 12:36

## Musiciens
- Keith Emerson : Piano, orgues, synthétiseurs
- Greg Lake : Chant, Guitares acoustique et électrique, Basse
- Carl Palmer : Batterie, Percussions
- Un orchestre de 70 musiciens dirigé par Godfrey Salmon : Sur les pistes 4, 8, 9 de la face 1 et toute la face 2 de l'album Works Live.

## Production
- Keith Emerson, Greg Lake, Carl Palmer : Production
- Michael Leveillée : Ingénieur
- Keith Emerson : Mixing
- Bill Levenson : Compilation
- Francois Rivard : Photographies
- Neil Preston : Photographies de l'intérieur de la pochette
- Bob Defrin : Direction Artistique